# 健和会おさゆきリハビリテーション病院
健和会おさゆきリハビリテーション病院（けんわかいおさゆきリハビリテーションびょういん）は、かつて財団法人健和会が福岡県北九州市小倉南区で運営していた療養型病床専門の医療機関。
老朽化が著しいため、2012年を以って廃院となり大手町病院近くに移転、2012年11月1日「大手町リハビリテーション病院」として開院した。

## 概要
個人経営の「西戸畑診療所」を源流とする「通町病院」に代わる施設として1974年に開院。後にグループの中でリハビリテーションを行う拠点として位置づけられた。
しかし、都心部から遠く離れた山奥にあり、最寄りの路線バス停からも大きく離れていたこと、開院時期の割には老朽化が目立っていたこと、入院患者の容体急変時は救急車で長時間かけて院間転送する必要があったこと、更にはこの病院唯一の設置ベッドであった療養型が医療制度見直しで全廃される基本方針が定められたことなどが重なり、健和会はこの病院を閉じ、大手町病院近くに移すことを決めた。併せて、医療制度見直しに対応して優良高齢者賃貸住宅なども整備する。

## 沿革
- 1974年（昭和49年） - 「健和会長行病院」として開院。
- 1996年（平成 8年） - 現在の院名に改称。
- 2012年（平成24年） - 大手町病院近くに建設中の新病院等に移転し、閉院。

## 保険指定施設等
- 保険医療機関
- 第二種社会福祉事業の適用を受けている医療機関

## 診療科等
- 内科
- リハビリテーション科
- 放射線科（検査）

## 交通アクセス
- 西鉄バス北九州「八幡神社前」下車 徒歩約15分

## 関連医療機関
- 健和会大手町病院
  - 大手町病院付属歯科診療所
- 戸畑けんわ病院
- 健和会京町病院
- 健和会緑町診療所
- 健和会町上津役診療所
- 大手町診療所
- 健和看護学院
- 北九州医療・福祉総合研究所